# Турска ван мачка
Турска ван мачка или ванска мачка је стара, ретка, снажна дугодлака раса мачке, која подсећа на турску ангорску мачку. Потиче из источне Турске, са језера Ван. Интернационална фелинолошка асоцијација је признала расу 1969. године. На изложбама се појављује тек после 1983. године. Сматра се да веома воли воду, па се за ову расу често користи назив мачка-пливач.
Турска ван мачка је бела, али има обележја друге боје на глави и репу. Глава је кратка и троугласта, уши велике и у корену широке. Очи могу бити округле или бадемасте. Реп је дугачак, крем или црвене боје са прстеновима.

## Физичке карактеристике
Турски ван је велика, мишићава мачка са умерено дугачким телом и репом. Има снажна, широка рамена и кратак врат; спортиста мачјег света. Тело вана не сме бити ни збијено ни витко. Требало би да подсећа на грађу атлете, и заиста, ово је једна од највећих мачака. Потребно им је од 3 до 5 година да достигну пуну зрелост, и када се то деси, тежина мужјака варира од 10 до 20 фунти, а женки од 7 до 12 фунти.
Идеалан тип треба да има широка рамена са телом, „тешким одозго“, то јест, код мачке тежиште треба да буде напред. Мачка је умерено дугачка, и њене задње ноге су мало дуже од предњих, али ни сама мачка ни њене ноге нису толико дугачке да би биле непропорционалне. Имају велике шапе и развијену чврсту мишићну структуру, што им омогућава да буду веома снажни скакачи. Вани могу лако ударити у врх фрижидера при хладном старту са пода. Споро сазревају, и тај процес може трајати 3 године, можда више. Познато је да вани достижу 3 фита (1 м) у дужину од носа до врха репа.
Облик главе код ванских мачака је клинасти (троугаони). Профил лица је слабо обележен. На лицу се издвајају јасне јагодице. Брада је добро обележена и благо заобљена. Турски ван може имати плаве очи, јантарне очи или очи различите боје (по једно око сваке боје, стање познато као хетерохромија шаренице ).
Крзно турског вана се сматра полудугодлаким. Док многе мачке имају три различите врсте длака у свом крзну — основну длаку, покровну длаку и поддлаку — турски ван нема изразитог поддлака, само један слој. То чини њихову длаку сличном кашемиру или мекој длаци зеца. Недостатак поддлаке даје гладак изглед. Длака је изузетно водоотпорна, што чини купање ових мачака сложеним задатком, иако длака брзо суши.